# Ysyk-Ata
Ysyk-Ata (kirg. Ысык-Ата дарыясы) – rzeka w rejonie Ysyk-Ata w obwodzie Czujskim w Kirgistanie. Jest lewym dopływem rzeki Czu. Jej długość wynosi 81 km, wododział - 558m², średni roczny przepływ wody 7,05 m³/s.